# Casearia ophiticola
Casearia ophiticola är en videväxtart som beskrevs av Marie-vict.. Casearia ophiticola ingår i släktet Casearia och familjen videväxter. Inga underarter finns listade i Catalogue of Life.